# It's Only Rock 'n Roll
It's Only Rock 'n' Roll é o décimo segundo álbum de estúdio da banda de rock inglesa The Rolling Stones, lançado em 1974.
Este foi o último álbum do The Rolling Stones com o guitarrista Mick Taylor e a composição e gravação da faixa título do álbum foi a conexão para eventual substituição do insatisfeito Taylor por Ronnie Wood.
O álbum tem um som mais rock do que seu álbum anterior Goats Head Soup (1973), mas também tem funk e soul, inspirado no mesmo Goats Head Soup. O álbum alcançou # 1 nas paradas Estados Unidos e # 2 no Reino Unido.
Em 1994, It's Only Rock 'n' Roll foi remasterizado.

## História
O trabalho em It's Only Rock 'n' Roll começou logo após a conclusão da European Tour 1973, a qual promoveu o lançamento de Goats Head Soup. A produção começou no Germany's Musicland Studios, em Munique, na Alemanha. De acordo com o guitarrista Keith Richards, "Nós estávamos realmente quentes (fora da estrada) e prontos simplesmente para tocarmos algum material novo." As sessões de gravação foram assistidas pelo pintor belga Guy Peellaert, o qual Mick Jagger convidou para fazer a capa do álbum depois de ver o seu trabalho no livro Rock Dreams, que contou com ilustrações de vários músicos de rock, inclusive os Stones. Peellaert acabou por pintar a banda como "deidades do rock", descendo uma escadaria do templo, rodeada de jovens moças e mulheres adorando-os com roupas gregas. O artista se recusou a assinar um contrato de exclusividade e, em 1974, forneceu uma outra arte de capa para o álbum Diamond Dogs, de David Bowie.

## Gravação

### Ideia inicial
O álbum foi desenvolvido inicialmente como metade ao vivo, metade de estúdio, com um lado do álbum com apresentações ao vivo da já citada European Tour 1973, enquanto o outro lado estava composto de versões recém-gravadas das canções de R&B favoritas da banda. Estes covers gravados incluíram um conto de "Drift Away" (de Dobie Gray), "Shame, Shame, Shame" (da Shirley & Company) e "Ain't Too Proud to Beg" (The Temptations). Logo a banda começou a trabalhar com base em riffs de Richards e novas idéias de Mick Jagger e o conceito original foi desfeito em favor de um álbum com material totalmente novo. O cover de "Ain't Too Proud to Beg" foi a única gravação a fazer o corte, enquanto o de "Drift Away" é um bootleg popular.
It's Only Rock 'n Roll marcou o primeiro esforço dos Stones na auto-produção desde Their Satanic Majesties Request, e o primeiro por Jagger e Richards sob o pseudônimo de The Glimmer Twins. Sobre a escolha de produzir, Richards disse na época:
"Eu acho que chegamos a um ponto com Jimmy (Miller), onde o nível de contribuição caiu porque tinha que ser um hábito, um modo de vida para Jimmy, fazer um álbum dos Stones por ano. Ele tinha superado o tipo inicial de excitação que você pode sentir em Beggars Banquet e Let It Bleed. Além disso, Mick e eu sentimos que queríamos tentar fazê-lo por nós mesmos, porque realmente sentimos que sabíamos muito mais sobre técnicas e gravação e tínhamos nossas próprias idéias de como queríamos que as coisas fossem. Mas era óbvio que era hora de uma mudança nessa parte específica do processo de fazer gravações."
A partir deste lançamento, todos os futuros álbuns dos Rolling Stones seriam produzidos por eles ou em colaboração com um produtor externo.
A maioria das faixas básicas do álbum foram gravadas primeiro no Musicland; os vocais solo foram gravados mais tarde por Jagger, sobre quem Richards diria: "Ele muitas vezes vem com suas melhores coisas sozinho no estúdio com apenas um engenheiro."
A música "Luxury" mostrou o interesse crescente da banda pela música reggae, enquanto "Till the Next Goodbye" e "If You Really Want to Be My Friend" continuaram a sua imersão em baladas. Sete das dez músicas do álbum quebraram a marca de quatro minutos, uma característica que viria a ser menosprezada durante a cena ascendente do punk rock dos anos 1970.

### A aproximação de Ronnie Wood com os Stones
Ronnie Wood, um conhecido de longa data da banda, começou a se aproximar dos Rolling Stones durante essas sessões depois que ele convidou Mick Taylor para tocar em seu álbum de estréia, I've Got My Own Album to Do. Taylor passou algum tempo gravando e saindo na casa de Wood, The Wick. Por acaso, Richards foi chamado uma noite pela esposa de Wood na época, Krissy, para se juntar a eles na casa do guitarrista. Enquanto estava lá, Richards gravou algumas faixas com Wood e rapidamente desenvolveu uma amizade íntima, com Richards chegando até o quarto de hóspedes de Wood. Jagger logo entrou no mix e foi aqui que o single do álbum e faixa-título, "It's Only Rock 'n Roll (But I Like It)", foi gravado pela primeira vez. Wood trabalhou de perto na faixa com Jagger, que subsequentemente levou a canção e o título para o álbum da banda.

## Faixas
Todas as músicas por Mick Jagger e Keith Richards, exceto onde indicado.

### Lado 1
1. "If You Can't Rock Me" – 3:46
2. "Ain't Too Proud to Beg" (Norman Whitfield/Eddie Holland)  – 3:30
3. "It's Only Rock 'n Roll (But I Like It)" – 5:07
4. "Till the Next Goodbye" – 4:37
5. "Time Waits for No One" – 6:37

### Lado 2
1. "Luxury" – 5:00
2. "Dance Little Sister" – 4:11
3. "If You Really Want to Be My Friend" – 6:16
4. "Short and Curlies" – 2:43
5. "Fingerprint File" – 6:33

## Paradas
| Ano  | Parada        | Posição |
| ---- | ------------- | ------- |
| 1974 | Billboard 200 | 1       |